# Calamister obscura
Calamister obscura är en insektsart som beskrevs av George Willis Kirkaldy 1906. Calamister obscura ingår i släktet Calamister och familjen kilstritar. Inga underarter finns listade i Catalogue of Life.